# کینکه آلکساندر
کینکه آلیشیا آلکساندر (انگلیسی: Kineke Alicia Alexander؛ زادهٔ ۲۱ فوریهٔ ۱۹۸۶ در کینگزتاون) ورزشکار دو و میدانی زن رشته دو ۴۰۰ متر اهل سنت وینسنت و گرنادین‌ها است که  در بازی‌های پان امریکن و مسابقات قهرمانی آمریکای مرکزی و کارائیب در مجموع برندهٔ ۱ مدال طلا، ۲ مدال برنز شده‌است.